# Генерација 1914.
Генерација 1914. (шп. Generación de 1914) је израз којим се у шпанској историографији означава група шпанских писаца, уметника и интелектуалаца која се појавила између генерације 1898. и генерације 1927. Термин је сковао Лорензо Лузуријага, педагог и члан Лиге за политичко образовање, у једном чланку из 1947. године у ком је направио приказ Сабраних дела шпанског филозофа Хосеа Ортеге и Гасета. Изабрао је ту годину јер се у њој појавила прва значајна књига Ортеге и Гасета (Кихотова размишљања) који се, исте те године, потврдио као интелектуалац у великој мери присутан у јавности захваљујући свом предавању о Старој и новој политици. Непорецив престиж филозофа је учинио да генерација буде позната и као Ортегина генерација.
Припадали су јој они рођени око 1880. године који су своје деловање започели у 20. веку, а зрелост достигли у годинама око 1914. У њу се убрајају, поред филозофа Хосеа Ортеге и Гасета, књижевници Габријел Миро и Рамон Перез де Ајала, композитор Густаво Питалуга, писац и политичар Мануел Азања и научник Грегорио Марањон; и – различитих естетских ставова, али у одређеним тачкама упоредиви – песник Хуан Рамон Хименез и неухватљиви авангардиста Рамон Гомез де ла Серна. Будући да су се појавили у исто време кад и покрет који је каталонски писац и интелектуалац Еухени д'Орс назвао новесентизам (кат. noucentisme), познати су и као новесентисти. За већину њих је карактеристично то што су за главно средство изражавања и комуникације изабрали есеј и новински чланак.
Најзначајнији догађај у 1914. години, избијање Првог светског рата, био је од посебног значаја за ову генерацију упркос томе што их није обележио на тако одлучан начин као њихове вршњаке из земаља које су учествовале у борбама и који обично не носе назив генерација 1914, него неки други као што је изгубљена генерација (енгл. lost generation) или генерација у пламену (фр. generation du feu). Неутралност Шпаније у овом конфликту повукла је за собом социјалне, политичке и економске последице (криза из 1917), а на интелектуалном плану је изазвала поделу између заговорника Централних сила (германофили) и Савезника (франкофили и англофили). Ова дебата се наставила на претходну полемику о потреби хиспанизације Европе или европеизације Шпаније (шп. españolizar Europa o europeizar España) која се водила између Мигела де Унамуна и Хосеа Ортеге и Гасета и која је позната по Унамуновом узвику Нека они измисле! (шп. ¡Que inventen ellos!), а којим се хтело рећи да Шпанци треба само да користе научна достигнућа Европе – не и да сами долазе до њих.

## Карактеристике
- Рационализам и систематизација. За разлику од генерације 1898. која је била самоука и анархична и под утицајем ирационалистичких и виталистичких филозофских праваца, припадници генерације 1914. су се одликовали чврстим формалним образовањем и системетским излагањем својих предлога.
- За разлику од рурализма генерације 1898 – која је у „крајолицима и крајевима“ (шп. paisaje y paisanaje), пре свега Кастиље, видела суштину „шпанског“ (шп. lo español) – пажња се усмерава на град и урбане вредности („цивилне и цивилизацијске“; шп. civiles y civilizadores).
- Европеизам и концепт Шпаније. Привлачи их европска култура и анализирају проблеме Шпаније из те нове перспективе. Њихов предлог се састоји у томе да се земља интелектуално модернизује. Са те тачке гледишта, њихов допринос чувеној дебати о Суштини Шпаније (шп. Ser de España) је другачији од оног генерације 1898, мада није било заједничког генерацијског става; чак ни међу онима који су били део Групе у служби Републике (Марањон, Перез де Ајала и Ортега и Гасет).
- Реформаторски активизам и потрага за моћи. Укључивање у активни и званични живот како би се искористила ресурси моћи у трансформацији земље. Сматрају да њихов предлог реформе не може да се ограничи на то да буде изложен вербално, већ мора да се реализује са позиција моћи. Из тог разлога активно учествују у политичком и друштвеном животу Шпаније.
- Интелектуализам. Одбацивање сентиментализма и личне егзалтације доводи их до рационалне анализе уметности, укључујући и поезију.
- Естетицизам и дехуманизација уметности (израз који је Ортега и Гасет употребио као наслов једног од својих есеја из 1925). Та дехуманизована уметност (то је за Ортегу и Гасета модерна уметност) не односи се, прецизно говорећи, на почетак века, већ на међуратну авангарду међуратног периода. Залажу се за чисту уметност или уметност ради уметности која у књижевности производи такозвану чисту поезију. То да је једини циљ уметности естетско задовољство није нова идеја, она се може наћи већ у парнасизму 19. века.
- Класицизам. Поново се намећу класични модели (грчки и римски), а уравнотеженост постаје доминантан естетски фактор.
- Формализам (преокупација формом). Главни циљ његове естетике је добро сачињено дело. Та тежња води максималном прочишћењу језика, усавршавању форми и уметности за мањину.
- Елитизам, последица претходног.
- Концепт естетске, интелектуалне и социјалне авангарде: промена мора да дође „одозго“ (шп. desde arriba), да мора да је спроведе мањина – песник Хуан Рамон Хименез је у чувеној посвети своје дело наменио мањини, увек (шп. а la minoría, siempre) – што оправдава опредељење за „тешку“ књижевност, намењену мањини, елитистичку, затворену у себе (ону која прави разлику између живота и књижевности, која одваја уметника од стварности, затварајући га у кулу од слоноваче[5]; сам Хуан Рамон је настојао да се ослободи сваког спољашњег утицаја, укључујући и сезорног, физички се затварајући ради стварања[6]); али тај концепт производи и друго опредељење: оно које се односи на то да те промене треба да доведу до трансформације сензибилитета већине, побољшања перцепције маса и њиховог лакшег приступа култури и науци. Однос са масама је стога одржавао тешку дијалектику, присутну у Ортегином делу Побуна маса (шп. La rebelión de las masas). Чувен је његов узвик „Није то, није то!“ (шп. ¡No es esto, no es esto!),[7] изречен услед неслагања његових просветитељских пројеката са реалношћу Републике. Идеје нису били потпуно нове и потицале су од краусисма и Слободне институције за образовање; такође се нису ограничавале на новесентизам или генерацију 1914. Њих су, у ствари, спровели у дело младићи из наредних генерација (генерација 1927, у контексту Друге шпанске републике, са Педагошким мисијама и Ла Бараком; генерација 1936, у контексту Шпанског грађанског рата и истовремене социјалне револуције). Послератна социјална поезија обрнула је мото Хуана Рамона Хименеза и своје дело посветила огромној већини (шп. a la inmensa mayoría; Блас де Отеро, 1955). Ако је модернизам проживљавао, пре свега, идеолошку кризу, људи из генерације 1914. ће проживети друштвено-политичку кризу.

## Припадници
Део генерације 1914. су били есејисти Хосе Ортега и Гасет, Еухени д'Орс, Мануел Азања, Грегорио Марањон, Густаво Питалуга, Салвадор де Мадаријага, Кладуио Санчез Алборноз, Америко Кастро, Мануел Гарсија Моренте, Рафаел Кансинос Асенс, Рамон де Бастера, Корпус Барга и Пабло де Аскарате; романописци Габријел Миро, Рамон Перез де Ајала, Бенхамин Харнес, Венсеслао Фернандез Флорез и Феликс Урабајен; драматург Хасинто Грау; поесници Хуан Рамон Хименез и Жосеп Карнер; и свестрани Рамон Гомез де ла Серна.
Присутан је значајан број жена у генерацији, која је рачунала на оне које су међу првима стекле универзитетско образовање, као што су Марија Гојри (у сенци свог мужа Рамона Хименеза Пидала), Зенобија Кампруби (сличне судбине, поред свог мужа Хуана Рамона Хименеза), педагошкиња Марија де Маецу или феминисткиње Клара Кампоамор и Викторија Кент. Остале су се истицале као Ортегине ученице, посебно Марија Замбрано; мада је сам Ортега и Гасет за једну жену из претходне генерације, Матилде Падрон, рекао да је најинтелигентија жена коју сам упознао.
Укључивање многи аутора у једну или другу генерацију није тако лака. Неки, попут Хосеа Бергамина, су по годинама ближи генерацији 27, али се понекад убрајају у генерацију есејиста; док други, попут Леона Фелипеа, иако су по година ближи генерацији 14, понекад се убрајају у генерацију песника.

## Ликовни уметници
Док се новесентизам, онако како га је дефинисао Д'Орс, отворено манифестује у ликовним уметностима (под именом медитеранизам), генерација 1914. не дефинише конкретан идентитет, који не иде даље од уопштеног појма авангардизма или извесног еклектицизма, групе уметника који се појављују на изложби Друштва иберијских уметника 1925. Иако би, по годинама, у ову генерацију требало укључити и Пабла Пикаса (рођен 1881), његов уметнички пут правазилази свако сврставање. Уметничком сценом првих деценија XX века владали су сликари из претходног века (Рамон Касас, Англада Камараса, Хоакин Сороља и Игнасио Зулоага); савременици књижевника из генерације 1914. били су сликари Хуан Грис, Данијел Васкез Дијаз и Хосе Гутијерез Солана (неколико година старији, мање авангардни, али у то доба много успешнији, Хулио Ромеро де Торес и Жосеп Марија Серт) и вајари Жосеп Клара, Хулио Гонзалез и Пабло Гаргаљо. Уметници светског ранга припадаће следећој генерацији која је већ под утицајем надреализма (Салвадор Дали, Жоан Миро).